# 峨眉繁缕
峨眉繁缕（学名：Stellaria omeiensis）是石竹科繁缕属的植物，为中国的特有植物。分布于中国大陆的贵州、湖北、云南、四川等地，生长于海拔1,200米至2,850米的地区，多生于林内以及草丛中。

## 别名
大鹅几肠、双蝴蝶（湖北恩施）

## 异名
- Stellaria chinensis Regel var. omeiensis (C. Y. Wu et Y. W. Tsui ex Ke Ping) Z. Y. Li